# Barnovský most
Barnovský most je obloukový železobetonový most přes řeku Odru, který se nachází u zaniklého Novooldřůvského mlýna na cestě mezi zaniklými vesnicemi Barnov a Nové Oldřůvky ve vojenském újezdu Libavá v Olomouckém kraji. Most je technickou památkou, nachází se ve vojenském prostoru a není veřejnosti, mimo vyhrazené dny, běžně přístupný.

## Další informace
Byl postaven v roce 1908 a jde o historicky první „pevný“ most v oblasti, který je dodnes funkční. Je evidován jako památka místního významu.
Most se nachází poblíž Barnovské přehrady. Nad mostem se tyčí vrch Kozí hřbet a Dlouhé pole. Proti směru toku řeky Odry (cca 3 km) se nachází halda lomu V Zátočině.
Obvykle jedenkrát ročně může být Barnovský most a jeho okolí přístupné veřejnosti v rámci cyklo-turistické akce Bílý kámen.

## Galerie

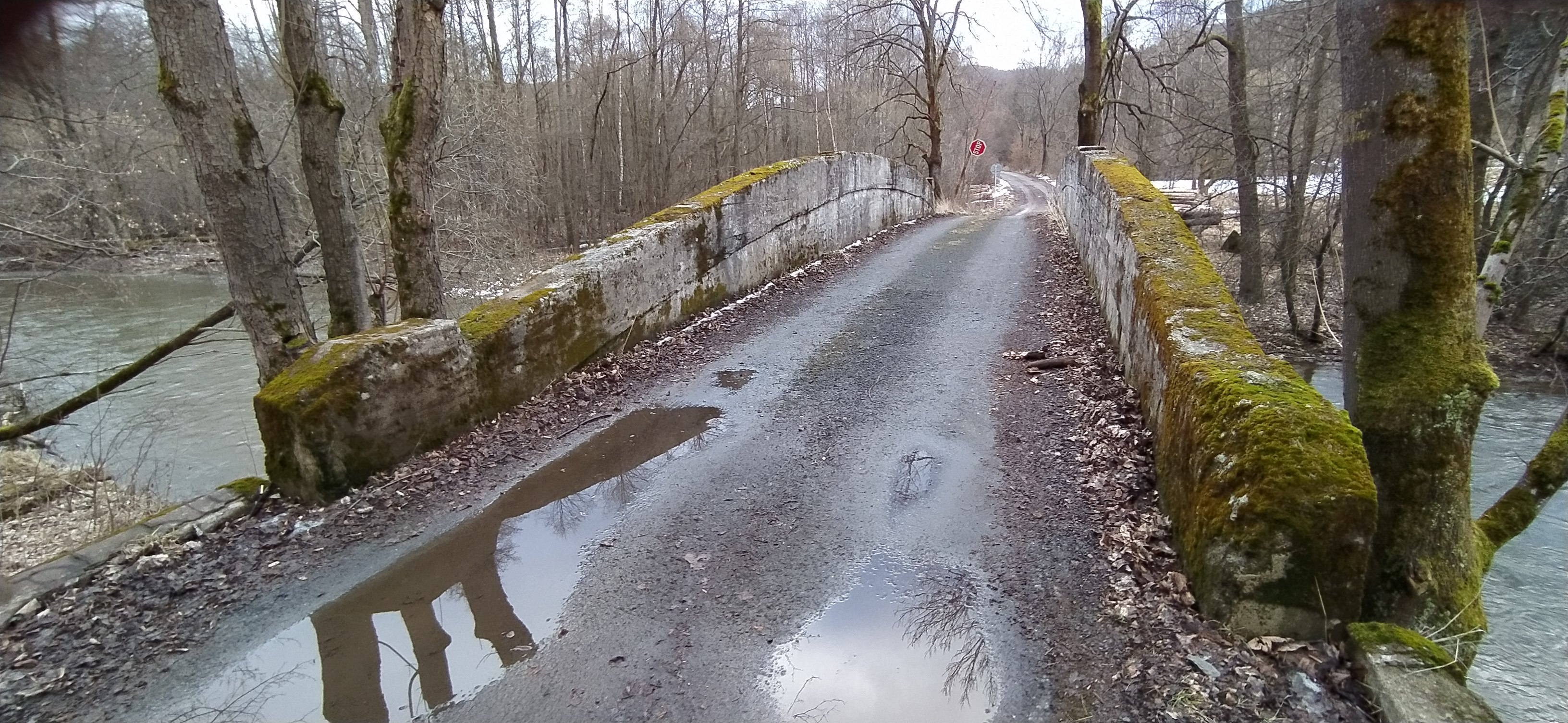
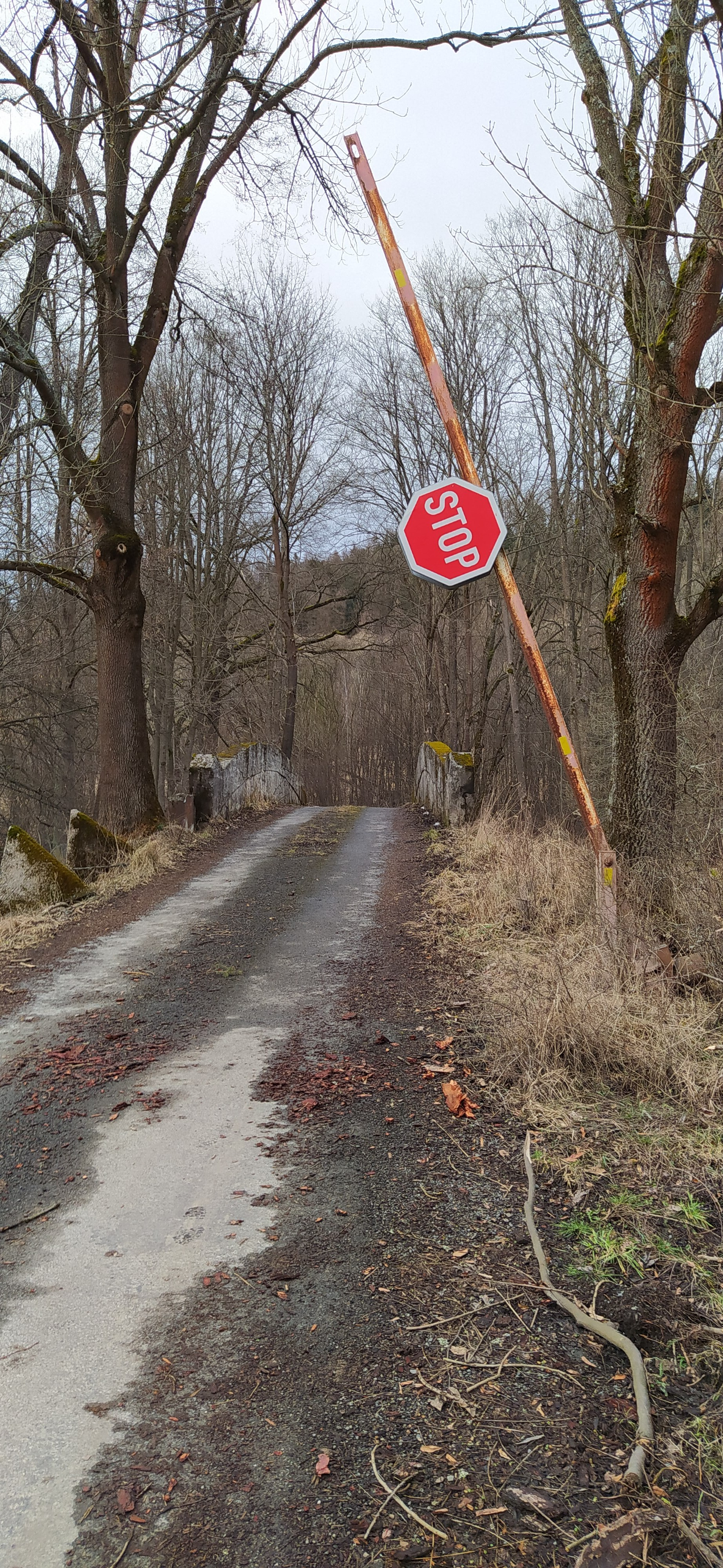